# 아와노호촌
아와노호촌(粟ノ保村)은 이시카와현 하쿠이군에 설치되었던 촌이다.